# Tatiana Rouba
Tatiana Rouba Bieniarz (* 15. September 1983 in Barcelona) ist eine ehemalige spanische Schwimmerin. Sie gewann bei Europameisterschaften je eine Gold- und Silbermedaille.

## Sportliche Karriere
Tatiana Rouba schwamm für CN Catalunya in Barcelona.
Ihren ersten internationalen Erfolg feierte Rouba bei den Kurzbahneuropameisterschaften 2000 in Valencia. Sie erreichte das Finale über 200 Meter Lagen und belegte den siebten Platz. Im Jahr darauf  bei den Weltmeisterschaften in Fukuoka schwamm die spanische 4-mal-200-Meter-Freistilstaffel mit Paula Carballido, Lidia Elizalde, Tatiana Rouba und Laura Roca auf den fünften Platz. Über 200 Meter Lagen schied Rouba im Vorlauf aus. Bei den Mittelmeerspielen in Tunis wurde Rouba Fünfte über 200 Meter Freistil. Über 200 Meter Lagen siegte Paula Carballido vor Rouba. Elizalde, Carballido, Rouba und Roca gewannen den Titel in der 4-mal-200-Meter-Freistilstaffel.
2002 bei den Europameisterschaften in Berlin wurde Rouba Sechste über 200 Meter Freistil. Die 4-mal-200-Meter-Freistilstaffel mit Laura Roca, Melissa Caballero, Erika Villaécija und Tatiana Rouba erschwamm die Silbermedaille hinter der deutschen Staffel. Ende des Jahres fanden in Riesa die Kurzbahneuropameisterschaften 2002 statt. Rouba wurde Fünfte über 200 Meter Lagen, über 100 Meter Lagen und über 200 Meter Freistil wurde sie jeweils Siebte. Im Jahr darauf bei den Weltmeisterschaften 2003 in Barcelona schied Rouba im Halbfinale über 200 Meter Lagen als 15. aus. Die Staffel verfehlte ebenfalls das Finale. Ende des Jahres wurde sie Sechste über 100 Meter Lagen und Achte über 200 Meter Lagen bei den Kurzbahneuropameisterschaften in Dublin.
Im Mai 2004 bei den Europameisterschaften in Madrid erreichte Rouba in fünf Disziplinen das Finale.  Zunächst belegte die 4-mal-100-Meter-Freistilstaffel mit Laura Roca, María Fuster, Ana Belén Palomo und Tatiana Rouba den sechsten Platz. Die 4-mal-200-Meter-Freistilstaffel mit Tatiana Rouba, Melissa Caballero, Erika Villaécija und Laura Roca gewann den Titel mit über zweieinhalb Sekunden Vorsprung vor den Französinnen. Über 200 Meter Lagen und über 200 Meter Freistil wurde Tatiana Rouba jeweils Fünfte. Zum Abschluss der Wettkämpfe schwamm die Lagenstaffel mit Nina Zhivanevskaya, Elisenda Pérez, Angela San Juan und Tatiana Rouba auf den sechsten Platz. Bei den Olympischen Spielen in Athen trat Rouba in keinem Einzelwettbewerb an, aber in allen drei Staffeln. Die 4-mal-100-Meter-Freistilstaffel mit Caballero, Palomo, Roca und Rouba schwamm die 14. Vorlaufzeit von 16. Staffeln. Die 4-mal-200-Meter-Freistilstaffel mit Caballero, Arantxa Ramos, Rouba und Villaécija erreichte den sechsten Platz, die Europameisterinnen waren aber nur die drittbeste europäische Staffel hinter den Deutschen und den Britinnen. Schließlich belegte die Lagenstaffel in der Besetzung Nina Zhivanevskaya, Sara Pérez Sala, María Peláez und Tatiana Rouba den siebten Platz. Ende 2004 wurde Rouba Vierte über 100 Meter Lagen und Sechste über 200 Meter Freistil bei den Kurzbahneuropameisterschaften in Wien.
2005 belegte Rouba bei den Mittelmeerspielen in Almería den sechsten Platz über 100 Meter Freistil und den vierten Platz über 200 Meter Freistil. Mit der 4-mal-100-Meter-Freistilstaffel erhielt sie die Silbermedaille hinter den Französinnen. Nachdem sich die Staffeln bei den Weltmeisterschaften in Montreal nicht für ein Finale qualifizieren konnten, erreichte Rouba zum Jahresende den siebten Platz über 100 Meter Lagen bei den Kurzbahneuropameisterschaften 2005 in Triest. 2006 belegte Rouba den achten Platz mit der 4-mal-200-Meter-Freistilstaffel bei den Kurzbahnweltmeisterschaften 2006 in Shanghai und den sechsten Platz mit der 4-mal-100-Meter-Lagenstaffel bei den Europameisterschaften in Budapest. Außerdem belegte sie in Budapest den achten Platz mit der 4-mal-100-Meter-Freistilstaffel und den siebten Platz mit der 4-mal-200-Meter-Freistilstaffel. Zwei Jahre später nahm Rouba auch an den Europameisterschaften 2008 in Eindhoven teil, wurde aber nur noch im Staffelvorlauf eingesetzt.